# 40 Seasons: The Best of Skid Row
40 Seasons: The Best of Skid Row är ett samlingsalbum av det amerikanska heavy metal-bandet Skid Row, släppt den 3 november 1998. Albumet innehåller bandets största låtar mellan perioden 1988 och 1995. Flera av låtarna är dock remixade eller i live-format. De två sista låtarna Forever och Fire in the Hole är tidigare outgivna, och spelades in år 1988 respektive 1991.
Detta var det sista albumet bandet gav ut med Sebastian Bach som sångare.

## Låtlista
1. Youth Gone Wild (Rachel Bolan, Dave Sabo) Från albumet Skid Row – 3:21
2. 18 and Life (Bolan, Sabo) Från albumet Skid Row – 3:49
3. Piece of Me (Bolan) Från albumet Skid Row – 2:48
4. I Remember You (Bolan, Sabo) Från albumet Skid Row – 5:14
5. The Threat (Bolan, Sabo) Från albumet Slave to the Grind – 3:48
6. Psycho Love (Bolan) Från albumet Slave to the Grind – 3:58
7. Monkey Business (Bolan, Sabo) Från albumet Slave to the Grind – 4:19
8. Quicksand Jesus (Bolan, Sabo) Från albumet Slave to the Grind – 5:21
9. Slave to the Grind (Sebastian Bach, Bolan, Sabo) Från albumet Slave to the Grind – 3:31
10. Into Another (remix) (Bolan, Sabo) Från albumet Subhuman Race – 3:59
11. Frozen (demo) (Bolan, Sabo) Från albumet Subhuman Race – 5:32
12. My Enemy (remix) (Affuso, Bolan, Hill) Från albumet Subhuman Race – 3:32
13. Breakin' Down (remix) (Sabo) Från albumet Subhuman Race – 4:28
14. Beat Yourself Blind (live) (Bolan, Snake, Hill) Från albumet Subhuman Race – 5:20
15. Forever (Bolan, Hill, Sabo) – 4:04
16. Fire in the Hole (Bolan, Hill) – 3:24

## Banduppsättning
- Sebastian Bach - sång
- Scotti Hill - gitarr
- Dave "The Snake" Sabo - gitarr
- Rachel Bolan - bas
- Rob Affuso - trummor